# Mauromyia pulla
Mauromyia pulla är en tvåvingeart som beskrevs av Daniel William Coquillett 1897. Mauromyia pulla ingår i släktet Mauromyia och familjen parasitflugor. Inga underarter finns listade i Catalogue of Life.